# شانون واکر

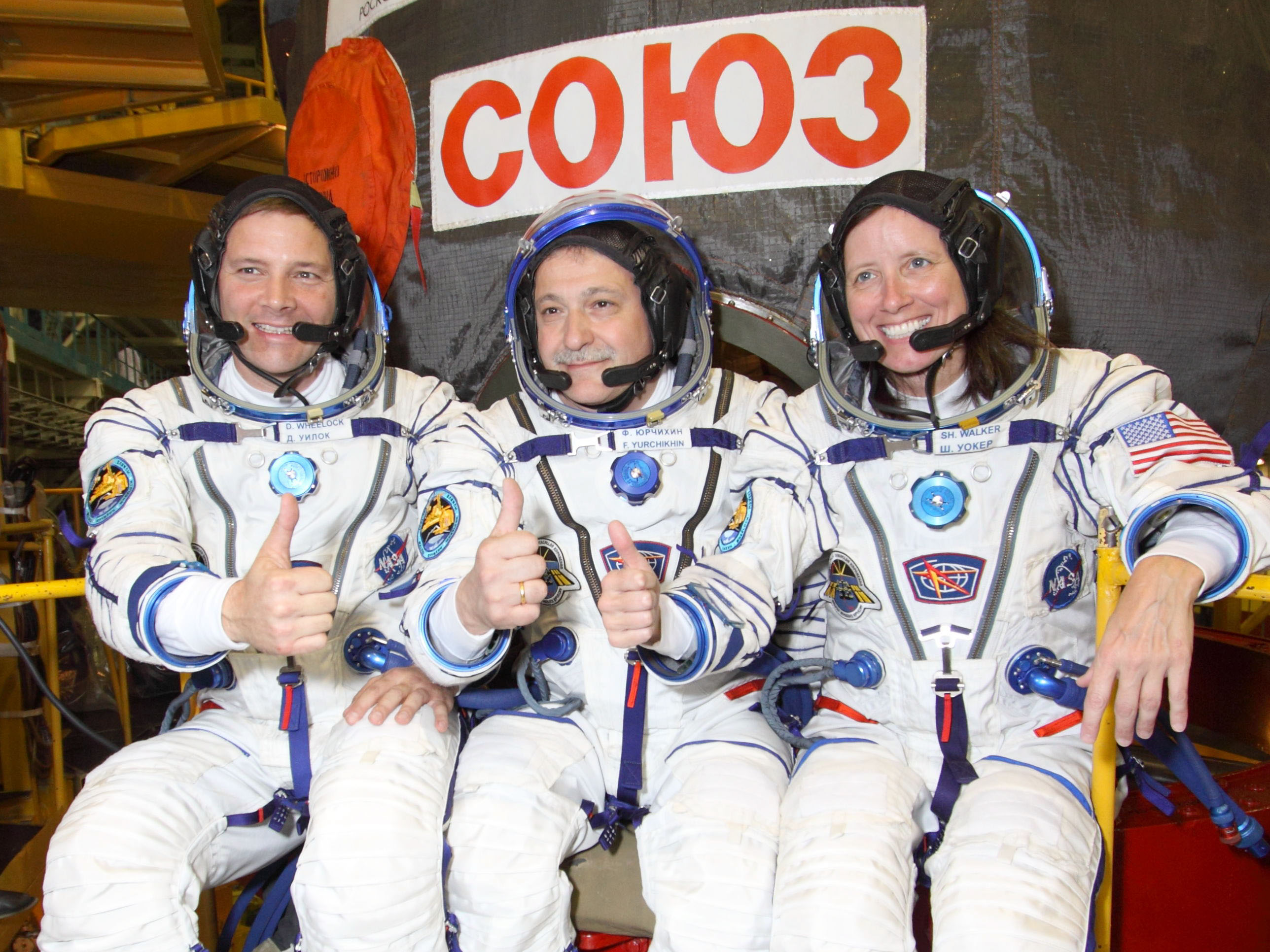
خدمه سایوز TMA-19 (واکر سمت راست) قبل از پرتاب.

شانون واکر (به انگلیسی: Shannon Walker) فضانورد اهل کشور ایالات متحده آمریکا است که در ۴ ژوئن ۱۹۶۵ میلادی در هیوستون زاده شد. وی در مأموریت سایوز تی‌ام‌ای-۱۹، اکسپدییشن ۲۴، ۲۵ حضور داشته‌است.